# سگ‌ماهی بزرگ
سگ‌ماهی بزرگ (نام علمی: Nemacheilus pallidus) نام یک گونه از سرده سگ‌ماهی از خانواده کپورهای سنگی است.
پراکندگی: مکونگ، چائوفارایا، بسترهای مک لونگ
دو شکل بودن جنسی: ماده‌ها بزرگتر هستند و ناحیه شکمی بزرگتری دارند.
حداکثر اندازه: ۴ اینچ(۱۰ cm)
شبیه به: Nemacheilus masyae
مراقبت: اعضای بسیار صلح طلب تر این گونه می‌باشند. باید در گروه‌های اجتماعی با حداقل سه یا چهار گونه نگهداری شوند. آکواریوم باید سرعت جریان آرام و اکسیژن کافی داشته باشد. بستر آن باید حاوی ماسه باشد تا شبیه به محل سکونت طبیعی آنها باشد. بقیه قسمت‌های آن باید قلوه سنگ‌های صاف و گرد و پناهگاهای زیادی از جمله باتلاق‌ها و... داشته باشد. نور روشن برای شبیه سازی بسترهای کم عمق مثل نهرهایی که این گونه در آنجا یافت می‌وشد استفاده شود بسیار امکان اشتباه گرفتن این گونه با N.Masyai وجود دارد، اما توسط بدن بزرگتر، چشم‌هایی که به بالای سر بسیار نزدیک نیستند، علائم روشن تر و باریک تر (لکه‌هایی معمولاً باریک تر از فواصل بین آنها در مقابل (N. masyae)قابل تشخیص از آن گونه می‌باشند.
تغذیه: اکثر غذا قابل قبول هستند. غذاهای با فرمول‌های تجاری و غذاهای زنده به آسانی فرو رونده، در آب. غذاهای منجمد از جمله کرمها، میگو
پارامترهای آب: پی اچ:۵/۷-۰/۶.سختی :تقریباً نرم
دما: ۲۵-۱۸درجه سانتی گراد
زاد و ولد: در آکواریوم گزارش نشده‌است.
نکات: عمق‌های مکان‌های سکونت در نهرها و رود خانه‌های کوچک یا بسترهای ماسه‌ای تا گل ولای. در بسترهای ماسه‌ای دارای جریان آرام یافت می‌شوند.